# Kennedy Goss
Kennedy Goss, née le 19 août 1996, est une nageuse sportive canadienne. Elle a remporté 7 médailles aux Jeux du Canada d'été de 2013, dont 5 en or.
En 2016, elle a été sélectionnée dans l'équipe Olympique canadienne pour les Jeux olympiques d'été de 2016 en équipe au relais 4 × 200 m nage libre.

## Vie personnelle
Son père Sandy Goss est un ancien nageur pour le Canada, et a participé aux Jeux olympiques d'été de 1984 et les Jeux olympiques d'été de 1988, remportant deux médailles d'argent.